# EU Delphini
EU Delphini (EU Del / HD 196610 / HR 7886 / HIP 101810) es una estrella variable en la constelación de Delphinus. Está situada al norte de la constelación, cerca de la estrella U Delphini, también variable. Su variabilidad fue descubierta por Thomas Espin en 1895. Se encuentra a 360 años luz de distancia de la Tierra.
EU Delphini es una gigante roja de tipo espectral M6III con una temperatura efectiva de 3243 K.
Su diámetro angular, medido mediante interferometría, es de aproximadamente 12,30 milisegundos de arco. Si estuviese situada en el centro del sistema solar, su radio se extendería casi hasta la órbita del planeta Venus. Su masa probablemente sea algo mayor que la del Sol. Se trata de una estrella en las etapas finales de su evolución, cuando se ha vuelto inestable y ha empezado a pulsar; la pulsación se irá acentuando hasta que la estrella expulse sus capas exteriores. El núcleo resultante formará una enana blanca.
EU Delphini es una de las llamadas «variables rojas de pequeña amplitud» (SARV, del inglés Small-amplitude Red Variables), cuyas variaciones de brillo son menores que en las variables Mira. Es una variable semirregular SRB, es decir, su periodicidad está poco definida. Su brillo oscila entre magnitud aparente +5,79 y +6,90 en un ciclo de 59,7 días.